# Barytherium
Barytherium byl vyhynulý rod primitivních chobotnatců, který žil v období eocénu až oligocénu v severní Africe a na Arabském poloostrově.
Podle izotopové analýzy Barytherium obývalo řeky, jezera a močály a živilo se vodními rostlinami. Dosahovalo výšky v kohoutku okolo dvou až tří metrů, délky tři až čtyři metry a hmotnosti dvě až čtyři tuny. Zploštělá lebka byla dlouhá asi 60 cm. Značné rozdíly ve velikosti nalezených exemplářů jsou vysvětlovány pohlavním dimorfismem. Barytherium mělo sloupové končetiny, krátký chobot a čtyři páry prodloužených řezáků (dva v horní čelisti a dva v dolní). Tyto krátké kly pravděpodobně sloužily k nabírání potravy.
Živočicha popsal v roce 1901 Charles William Andrews podle nálezu z egyptského Fajjúmu a vytvořil jeho název z řeckých slov βαρύς (barýs, „těžký“) a θηρίον ( thérion, „zvíře“). Typovým druhem byl Barytherium grave, v roce 2011 byly v Ománu objeveny pozůstatky dalšího druhu Barytherium omansi.